# Ecliptopera recordans
Ecliptopera recordans là một loài bướm đêm trong họ Geometridae.